# Chlorphenamin
Chlorphenamin (auch Chlorpheniramin) ist ein Antihistaminikum der ersten Generation, das chemisch zur Gruppe der Alkylamine gehört. Als Medikament wird das Maleat-Salz eingesetzt (Chlorphenaminmaleat). Es wird auch in der Veterinärmedizin eingesetzt.

## Wirkungen
Chlorphenamin wirkt am H1-Rezeptor als Antagonist, wodurch es allergischen Beschwerden wie Hautrötung, Juckreiz, Konjunktivitis und Rhinitis entgegenwirkt.
Chlorphenamin hemmt ebenfalls die Wiederaufnahme von Serotonin und Noradrenalin in Nervenendigungen (Serotonin-Noradrenalin-Wiederaufnahmehemmer), wodurch es eine antidepressive Wirkung besitzt, obwohl zu diesem Einsatz keine Studien am Menschen existieren. Doch da die Affinität zum SERT mit einem Dissoziation Ki von 31 nM etwa der Affinität von Imipramin entspricht und damit 30-mal schwächer als Citalopram ist, sind im Rahmen therapeutischer, d. h. antihistaminer Dosierungen (< 10 mg) keine antidepressiven Effekte oder Nebenwirkungen durch SERT-Hemmung zu erwarten.
Als unerwünschte Wirkung tritt vor allem ein sedierender Effekt auf, der Auswirkungen auf die Fahrtüchtigkeit hat. Bei Überdosierung kann es zu einem anticholinergen Syndrom mit Gesichtsrötung, Erregung, Halluzinationen, Mundtrockenheit, Fieber und Krämpfen kommen. Weiterhin muss unter besonderen Bedingungen von einer proarrhythmogenen Potenz (Torsade-des-pointes-Tachykardien) ausgegangen werden.
Darüber hinaus legen die Ergebnisse einer von der University of Washington durchgeführten, prospektiven Kohortenstudie mit rund 3.500 Teilnehmern aus dem Jahr 2015 nahe, dass eine häufige oder längerfristige Einnahme von Chlorphenamin-haltigen Arzneimitteln in Dosierungen von bereits 4 mg pro Tag mit einem signifikant erhöhten Risiko für Demenzerkrankungen, wie zum Beispiel Alzheimer, verbunden ist.
Da Chlorphenamin außerdem bei älteren Patienten vermutlich mehr Nebenwirkungen verursacht als die beiden anderen Antiallergika Cetirizin und Loratadin, wurde dieser Wirkstoff vom deutschen Forschungsverbund „PRISCUS“ auf die „PRISCUS-Liste potenziell inadäquater Medikation für ältere Menschen“ gesetzt und sollte daher bei älteren Personen nach Möglichkeit nicht angewandt werden.

## Pharmakokinetik
Die Bioverfügbarkeit liegt unter 50 %, die Plasmaproteinbindung beträgt etwa 70 %, die Wirkdauer drei bis sechs Stunden. Der Abbau erfolgt hauptsächlich in der Leber durch Hydroxylierung und Konjugation. Das Verteilungsvolumen ist mit drei bis sieben Liter pro Kilogramm Körpergewicht relativ hoch. Die Plasmahalbwertszeit liegt bei 15–30 Stunden, bei Kindern kürzer.

## Handelsnamen
Balkis Schnupfenkapseln Neu (D); Trimeton (I)
Kombinationspräparate: Benical (CH), Fluimucil Grippe (CH), Grippostad C (D, A), Migräne-Kranit (CH), Pecto-Baby (CH), Rhinipront (CH), Solmucalm (CH), Triocaps (CH)